# Isotomus jarmilae
Isotomus jarmilae là một loài bọ cánh cứng trong họ Cerambycidae.